# Aldo Bensadoun
Aldo Bensadoun est une personnalité montréalaise du monde des affaires.
« Personnalité influente du monde des affaires montréalais, Aldo Bensadoun est un homme d’affaires canado-marocain, et président du conseil d’administration d'Aldo (entreprise), qu’il a fondé en 1972. Basé à Montréal, le Groupe Aldo est une entreprise privée reconnue internationalement comme leader dans le domaine du commerce de détail. »

## Honneurs
- 2016 - Commandeur de l'Ordre de Montréal

## Sources
- Ville de Montréal, « Aldo Bensadoun, COMMANDEUR, 2016 », 2017